# Stephen Sanchez

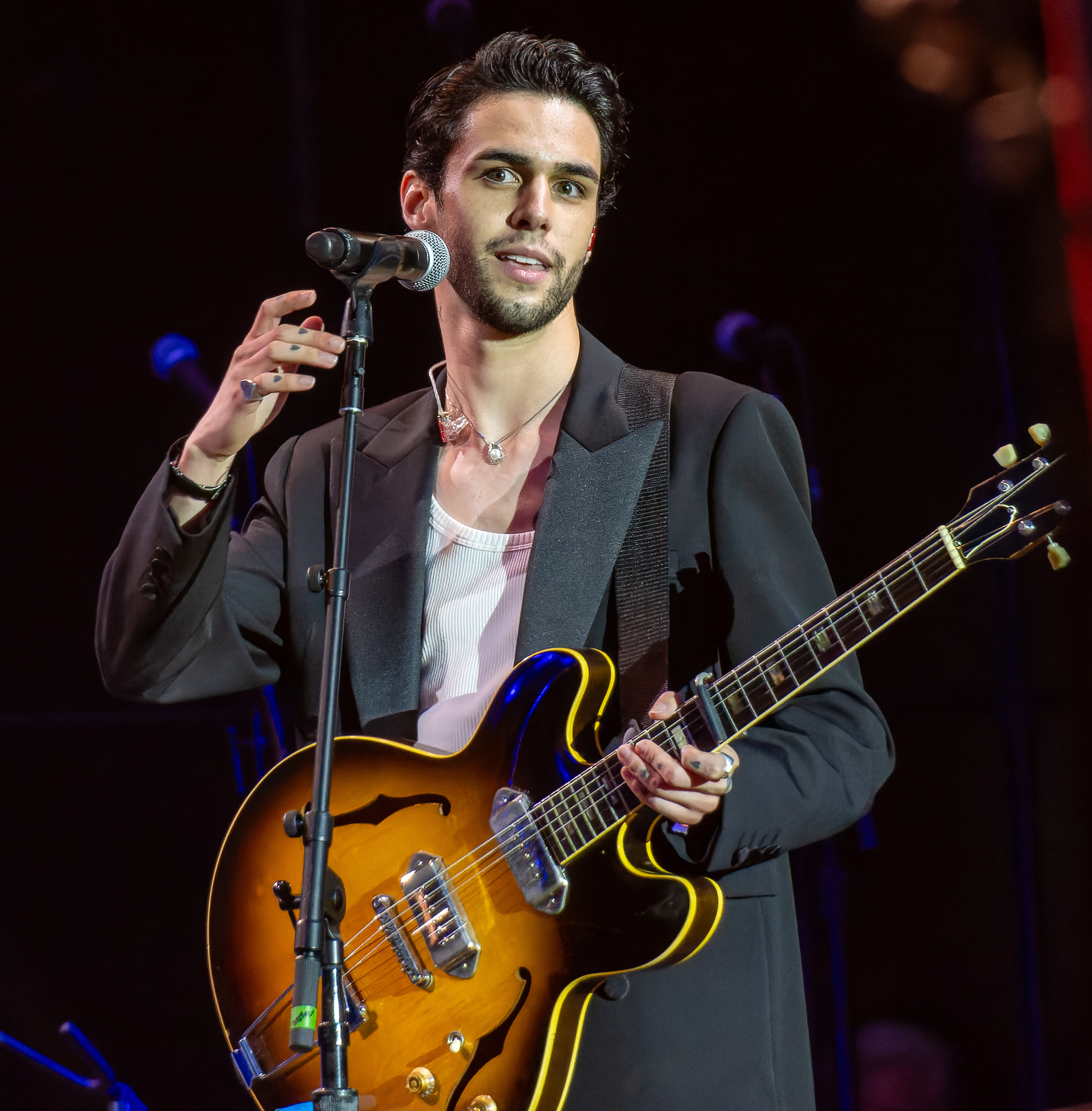
Sanchez beim Glastonbury Festival (2023)

Stephen Sanchez (* 2002) ist ein US-amerikanischer Sänger und Songwriter.

## Leben
Sanchez wuchs in Sacramento auf. In seiner Jugend spielte er Gitarre und Klavier und begann zu singen. Im Alter von 17 Jahren postete er sein Lied Lady by the Sea online und erregte dadurch die Aufmerksamkeit mehrerer Plattenlabels. Er unterzeichnete schließlich bei Republic Records. Im Jahr 2020 zog er nach Nashville. Im Jahr 2021 veröffentlichte er seine Debüt-EP What Was, Not Now sowie das Lied Until I Found You, mit dem er sich unter anderem in den US-amerikanischen Charts platzieren konnte. Bekanntheit erlangte das Lied insbesondere durch die Verbreitung in sozialen Medien wie TikTok. Im April 2022 kam eine Duett-Version des Liedes mit der Sängerin Emily Beihold heraus.
Sanchez veröffentlichte im August 2022 die EP Easy on My Eyes. Im November 2022 folgte mit Missing You eine Zusammenarbeit mit der Sängerin Ashe. Mit Until I Found You erreichte Sanchez nach 51 Wochen den ersten Platz der US-Charts Hot Rock & Alternative Songs. Es wurde die bis dahin zweitlängste Zeitspanne zwischen dem Eintritt eines Liedes in diese Chartliste und dem Zeitpunkt, an dem das Lied den ersten Platz erreichte. Im September 2023 veröffentlichte er mit Angel Face sein Debütalbum. Das Album zog in die US-amerikanischen und britischen Charts ein.

## Stil
Sanchez gibt Musik aus den 1950er- und 1960er-Jahren, die er in seiner Jugend bei seinem Großvater gehört habe, als seine musikalische Inspiration an. Seine Single Evangeline aus dem Jahr 2023 enthält ein Sample von Bobby Goldsboros Lied Honey aus dem Jahr 1968.

## Diskografie

### Studioalben
| Jahr | Titel Musiklabel                 | Höchstplatzierung, Gesamtwochen, AuszeichnungChartplatzierungen (Jahr, Titel, Musiklabel, Platzierungen, Wochen, Auszeichnungen, Anmerkungen) | Höchstplatzierung, Gesamtwochen, AuszeichnungChartplatzierungen (Jahr, Titel, Musiklabel, Platzierungen, Wochen, Auszeichnungen, Anmerkungen) | Höchstplatzierung, Gesamtwochen, AuszeichnungChartplatzierungen (Jahr, Titel, Musiklabel, Platzierungen, Wochen, Auszeichnungen, Anmerkungen) | Höchstplatzierung, Gesamtwochen, AuszeichnungChartplatzierungen (Jahr, Titel, Musiklabel, Platzierungen, Wochen, Auszeichnungen, Anmerkungen) | Höchstplatzierung, Gesamtwochen, AuszeichnungChartplatzierungen (Jahr, Titel, Musiklabel, Platzierungen, Wochen, Auszeichnungen, Anmerkungen) | Anmerkungen                              |
| Jahr | Titel Musiklabel                 | DE | AT | CH | UK | US | Anmerkungen                              |
| ---- | -------------------------------- | --- | --- | --- | --- | --- | ---------------------------------------- |
| 2023 | Angel Face Mercury Records (UMG) | — | — | — | UK64 (1 Wo.)UK | US90 Gold · (3 Wo.)US | Erstveröffentlichung: 22. September 2023 |

### EPs
- 2021: What Was, Not Now
- 2022: Easy on My Eyes

### Singles
| Jahr | Titel Album                       | Höchstplatzierung, Gesamtwochen, AuszeichnungChartplatzierungen (Jahr, Titel, Album, Platzierungen, Wochen, Auszeichnungen, Anmerkungen) | Höchstplatzierung, Gesamtwochen, AuszeichnungChartplatzierungen (Jahr, Titel, Album, Platzierungen, Wochen, Auszeichnungen, Anmerkungen) | Höchstplatzierung, Gesamtwochen, AuszeichnungChartplatzierungen (Jahr, Titel, Album, Platzierungen, Wochen, Auszeichnungen, Anmerkungen) | Höchstplatzierung, Gesamtwochen, AuszeichnungChartplatzierungen (Jahr, Titel, Album, Platzierungen, Wochen, Auszeichnungen, Anmerkungen) | Höchstplatzierung, Gesamtwochen, AuszeichnungChartplatzierungen (Jahr, Titel, Album, Platzierungen, Wochen, Auszeichnungen, Anmerkungen) | Anmerkungen                             |
| Jahr | Titel Album                       | DE | AT | CH | UK | US | Anmerkungen                             |
| ---- | --------------------------------- | --- | --- | --- | --- | --- | --------------------------------------- |
| 2022 | Until I Found You Easy on My Eyes | DE52 Gold · (10 Wo.)DE | AT33 (14 Wo.)AT | CH23 Platin · (23 Wo.)CH | UK16 Platin · (45 Wo.)UK | US23 ×4Vierfachplatin · (41 Wo.)US | Erstveröffentlichung: 1. September 2021 |

Weitere Singles
- 2020: Lady by the Sea
- 2021: Kayla
- 2021: Hold Her While You Can
- 2022: Until I Found You (mit Em Beihold)
- 2022: Missing You (mit Ashe)
- 2023: Evangeline
- 2023: Only Girl
- 2023: Be More
- 2024: Baby Blue Bathing Suit
- 2024: Silver Bells

## Auszeichnungen für Musikverkäufe
| Goldene Schallplatte - Neuseeland - 2025: für das Album Angel Face - Polen - 2024: für das Album Easy on My Eyes Platin-Schallplatte - Dänemark - 2024: für die Single Until I Found You - Italien - 2023: für die Single Until I Found You - Spanien - 2024: für die Single Until I Found You | 3× Platin-Schallplatte - Polen - 2024: für die Single Until I Found You - Portugal - 2023: für die Single Until I Found You 4× Platin-Schallplatte - Kanada - 2023: für die Single Until I Found You - Neuseeland - 2025: für die Single Until I Found You 7× Platin-Schallplatte - Australien - 2024: für die Single Until I Found You Diamantene Schallplatte - Frankreich - 2025: für die Single Until I Found You 3× Diamantene Schallplatte - Brasilien - 2024: für die Single Until I Found You |

Anmerkung: Auszeichnungen in Ländern aus den Charttabellen bzw. Chartboxen sind in ebendiesen zu finden.
| Land/RegionAuszeichnungen für Musikverkäufe (Land/Region, Auszeichnungen, Verkäufe, Quellen) | Gold     | Platin       | Diamant     | Verkäufe  | Quellen              |
| -------------------------------------------------------------------------------------------- | -------- | ------------ | ----------- | --------- | -------------------- |
| Australien (ARIA)                                                                            | —        | 7× Platin7   | —           | 490.000   | aria.com.au          |
| Brasilien (PMB)                                                                              | —        | —            | 3× Diamant3 | 480.000   | pro-musicabr.org.br  |
| Dänemark (IFPI)                                                                              | —        | Platin1      | —           | 90.000    | ifpi.dk              |
| Deutschland (BVMI)                                                                           | Gold1    | —            | —           | 300.000   | musikindustrie.de    |
| Frankreich (SNEP)                                                                            | —        | —            | Diamant1    | 333.333   | snepmusique.com      |
| Italien (FIMI)                                                                               | —        | Platin1      | —           | 100.000   | fimi.it              |
| Kanada (MC)                                                                                  | —        | 4× Platin4   | —           | 320.000   | musiccanada.com      |
| Neuseeland (RMNZ)                                                                            | Gold1    | 4× Platin4   | —           | 127.500   | radioscope.co.nz NZ2 |
| Polen (ZPAV)                                                                                 | Gold1    | 3× Platin3   | —           | 160.000   | olis.pl              |
| Portugal (AFP)                                                                               | —        | 3× Platin3   | —           | 30.000    | Einzelnachweise      |
| Schweiz (IFPI)                                                                               | —        | Platin1      | —           | 20.000    | hitparade.ch         |
| Spanien (Promusicae)                                                                         | —        | Platin1      | —           | 60.000    | elportaldemusica.es  |
| Vereinigte Staaten (RIAA)                                                                    | Gold1    | 4× Platin4   | —           | 4.500.000 | riaa.com             |
| Vereinigtes Königreich (BPI)                                                                 | —        | Platin1      | —           | 600.000   | bpi.co.uk            |
| Insgesamt                                                                                    | 4× Gold4 | 30× Platin30 | 4× Diamant4 |           |                      |